# جيرارد ويكينس
جيرارد ويكينس (بالهولندية: Gerard Wiekens)‏ (25 فبراير 1973 في هولندا - ) هو لاعب كرة قدم هولندي في مركز الدفاع. لعب مع مانشستر سيتي ونادي فيندام.

## روابط خارجية
- جيرارد ويكينس على موقع قاعدة بيانات كرة القدم.إي يو (الإنجليزية)
- جيرارد ويكينس على موقع Soccerbase.com (لاعب) (الإنجليزية)
- جيرارد ويكينس على موقع عالم كرة القدم.نت (الإنجليزية)